# Bahnstrecke Thann-Matzbach–Haag
| |                      |                                |                                |
| Streckennummer: | 5722                 |                                |                                |
| Kursbuchstrecke (DB): | ehemals 427b         |                                |                                |
| Kursbuchstrecke: | 427c (1946)          |                                |                                |
| Streckenlänge: | 18,1 km              |                                |                                |
| Spurweite: | 1435 mm (Normalspur) |                                |                                |
| Maximale Neigung: | 27,5 ‰               |                                |                                |
| Minimaler Radius: | 300 m                |                                |                                |
| |                      |                                |                                |
| \| \| \| von München \| \| \| \| 0,000 \| Thann-Matzbach \| 476 m \| \| \| \| nach Simbach \| \| \| \| 1,30 \| Lengdorf \| Lengdorf \| \| \| 1,684 \| Mehnbach \| Mehnbach \| \| \| 1,803 \| Mühlbach \| Mühlbach \| \| \| 1,946 \| Isen \| Isen \| \| \| 2,020 \| Isen-Flutkanal \| Isen-Flutkanal \| \| \| 4,296 \| Bittlbach \| Bittlbach \| \| \| 6,60 \| Isen (bis 1943 und ab 1954 Hp) \| Isen (bis 1943 und ab 1954 Hp) \| \| \| 10,061 \| Berging \| 560 m \| \| \| 13,123 \| Pyramoos \| Pyramoos \| \| \| 15,119 \| Reinbach \| Reinbach \| \| \| 15,531 \| Winden[1]:915 \| Winden[1]:915 \| \| \| 18,10 \| Haag (Oberbay) \| 536 m \| |                      |                                |                                |
| Strecke |                      | von München                    | von München                    |
| Bahnhof | 0,000                | Thann-Matzbach                 | 476 m                          |
| Abzweig ehemals geradeaus und nach links |                      | nach Simbach                   | nach Simbach                   |
| Haltepunkt / Haltestelle (Strecke außer Betrieb) | 1,30                 | Lengdorf                       | Lengdorf                       |
| Brücke über Wasserlauf (Strecke außer Betrieb) | 1,684                | Mehnbach                       | Mehnbach                       |
| Brücke über Wasserlauf (Strecke außer Betrieb) | 1,803                | Mühlbach                       | Mühlbach                       |
| Brücke über Wasserlauf (Strecke außer Betrieb) | 1,946                | Isen                           | Isen                           |
| Brücke über Wasserlauf (Strecke außer Betrieb) | 2,020                | Isen-Flutkanal                 | Isen-Flutkanal                 |
| Haltepunkt / Haltestelle (Strecke außer Betrieb) | 4,296                | Bittlbach                      | Bittlbach                      |
| Bahnhof (Strecke außer Betrieb) | 6,60                 | Isen (bis 1943 und ab 1954 Hp) | Isen (bis 1943 und ab 1954 Hp) |
| Haltepunkt / Haltestelle (Strecke außer Betrieb) | 10,061               | Berging                        | 560 m                          |
| Haltepunkt / Haltestelle (Strecke außer Betrieb) | 13,123               | Pyramoos                       | Pyramoos                       |
| Brücke über Wasserlauf (Strecke außer Betrieb) | 15,119               | Reinbach                       | Reinbach                       |
| Bahnhof (Strecke außer Betrieb) | 15,531               | Winden:915                     | Winden:915                     |
| Kopfbahnhof Streckenende (Strecke außer Betrieb) | 18,10                | Haag (Oberbay)                 | 536 m                          |

Die Bahnstrecke Thann-Matzbach–Haag war eine 18,1 Kilometer lange Stichbahn, die bei Thann-Matzbach von der Bahnstrecke München–Simbach abzweigte und nach Haag in Oberbayern führte.

## Geschichte

### Planung und Bau

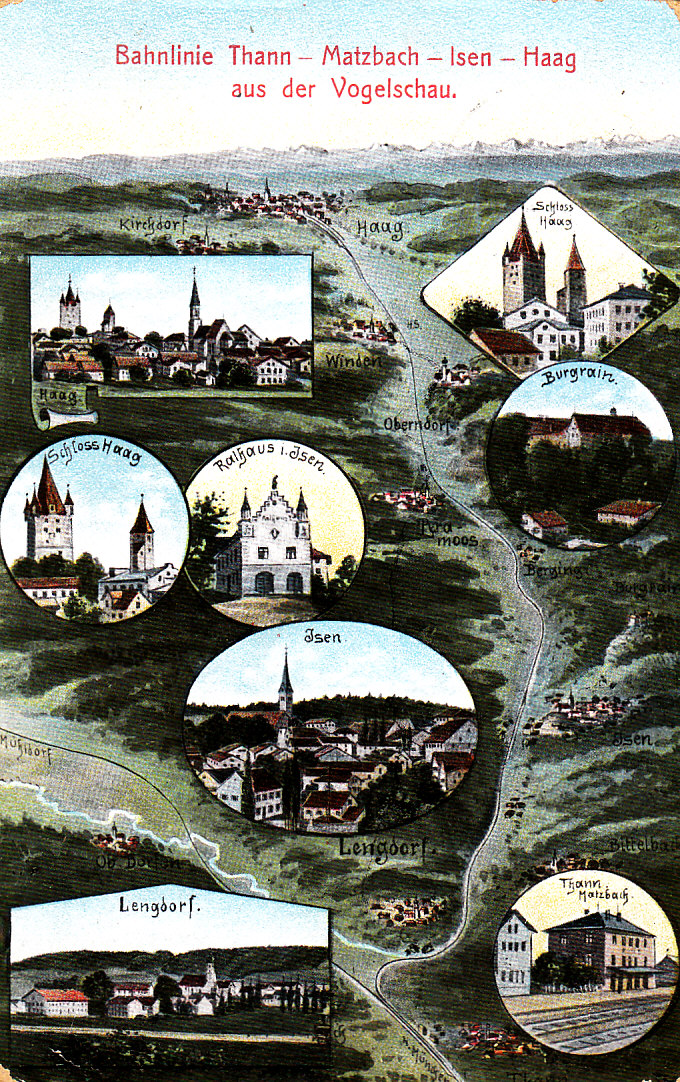
Bahnlinie Thann-Matzbach - Isen - Haag aus der Vogelschau

Nachdem die Märkte Haag und Isen nach Inbetriebnahme der Hauptbahn München–Simbach deutlich an Bedeutung verloren hatten, wünschten sie von den Königlich Bayerischen Staats-Eisenbahnen den Bau einer Stichbahn in ihr Gebiet. Ab 1891 wurden drei Varianten einer möglichen Streckenführung untersucht, und mit einer Entschließung vom 25. Juni 1894 ermöglichte das Königliche Staatsministerium Verhandlungen über den Bahnbau mit den beteiligten Interessenten. Die Entscheidung fiel für die Streckenführung vom Bahnhof Thann-Lengdorf nach Haag.
Am 14. März 1896 beschloss der Bayerische Landtag im Rahmen eines Lokalbahngesetzes den Bau der neuen Bahnstrecke. Die kalkulierten Gesamtbaukosten betrugen 963.300 Mark, wovon die betroffenen Gemeinden 89.700 Mark für Vorarbeiten und Grunderwerb aufzubringen hatten.
1898 begannen im Abschnitt Thann-Lengdorf–Isen  die ersten Erd- und Dammarbeiten. Beschäftigt waren überwiegend italienische Arbeitskräfte. Vier Brücken mit Baujahr 1890 wurden gebraucht von der Strecke Traunstein–Trostberg übernommen. Zwischen Isen und Winden gab es erhebliche Entwässerungsprobleme bei der Bahndammstabilisierung. Am 18. September 1900 fand die Abnahmefahrt statt, am 27. September 1900 folgte die offizielle Eröffnungsfahrt mit der Lok Waging vom Typ D VII, die später die Bezeichnung 98 746 erhielt. An diesem Tag wurde der Bahnhof Thann-Lengdorf in Thann-Matzbach umbenannt. 1901 ergab die Abrechnung der Baukosten 1.028.277,37 Mark, wovon die beteiligten Gemeinden 94.420,28 Mark für den Grunderwerb aufzubringen hatten.

### Betrieb bis zum Ersten Weltkrieg
Es verkehrten zunächst täglich drei Zugpaare mit Wagen der zweiten und dritten Klasse. Die Waging war anfangs die einzige Lokomotive, Güterwagen wurden an die Personenwagen angehängt. Auf der etwas über 18 Kilometer langen Strecke gab es 82 Bahnübergänge. Die Fahrzeit betrug bis zu 80 Minuten. Die angelieferten Güter waren vor allem Kohle, Baumaterialien, Landmaschinen, Eisen und Stückgüter. Ausgeführt wurden landwirtschaftliche Erzeugnisse, Vieh und Holz, letzteres besonders über das Sägewerk in Isen.
1904 kam eine zweite Lokomotive dazu. 1908 und 1909 wurde der Bahnhof in Thann-Matzbach für 104.690 Mark umgebaut, was die Maximalneigung von 1:200 auf 1:400 senkte, wodurch die bislang im sechs Kilometer westlich an der Hauptstrecke gelegenen Walpertskirchen praktizierte Übergabe der Güterwagen zwischen Haupt- und Lokalbahn nach Thann-Matzbach verlegt werden konnte.
Ein Problem stellte die Steigung von bis zu 27,5 Promille hinter der Haltestelle Isen dar. War der Zug zu schwer, mussten die Güterwagen hier zurückbleiben und wurden erst später von der Lokomotive abgeholt.
1910 wurden die D VII durch die stärkeren BB II abgelöst, darunter die Nr. 2512. 1914 wurde eine der beiden Lokomotiven kriegsbedingt abgezogen. Trotz aller Probleme war der Streckenbetrieb mit Ausnahme der Jahre 1903 und 1909 bis 1916 kostendeckend.
Während des Ersten Weltkriegs fuhren täglich nur zwei Personenzugpaare, zu Beginn der 1920er Jahre verkehrten wieder je drei Züge. Dabei wurden ausschließlich Wagen der 1918 eingeführten vierten Klasse benutzt.

### Zwischenkriegszeit und Zweiter Weltkrieg
Um 1927 kam es zur Ablösung der BB II durch die Baureihe 988–9 (ehemalige Bayerische GtL 4/4), wodurch erste Fahrtzeitverringerungen erreicht werden konnten. Die Fahrt von Haag zum Umsteigebahnhof Thann-Matzbach dauerte jetzt nur noch 60 Minuten. Mitte der 1930er Jahre folgten Maschinen der DR-Baureihe 98.10, wodurch sich die Fahrzeit auf 45 bis 50 Minuten verkürzte.
Im Sommerfahrplan 1936 kamen ein viertes und 1938 ein fünftes Zugpaar hinzu, die aber nur bis Isen fuhren und als Güterzug mit Personenbeförderung (GmP) hauptsächlich der Güterbeförderung dienten. Das für den Lokeinsatz zuständige Bahnbetriebswerk München-Ost beheimatete im Juli 1936 die 98 1022, die 98 1024 und die 98 1025, dazu als einzige GtL 4/4 die 98 882. Ab 20. September 1939 fuhren kriegsbedingt nur noch drei Zugpaare, am 21. Januar 1940 wurden aber die beiden Isener Güterzüge wieder eingeführt.

### Nachkriegszeit
Nach Kriegsende fuhren ab 1. Januar 1946 zwei GmP, ab 15. August 1946 wieder drei Personenzugpaare. Der Sommerfahrplan 1949 bot nun täglich sechs Zugpaare, davon drei GmP, von denen zwei auf den Abschnitt Thann-Matzbach–Isen beschränkt waren. Ab etwa 1950 wurden auch modernere ehemalige Lokalbahnpersonenwagen benutzt. Die Personenzüge bestanden aus zwei Reisezugwagen und einem Gepäckwagen. Am 18. Mai 1952 wurde dem Lokalbahnhof Haag wieder die alte 988 zugeteilt.
Am 1. Februar 1954 wurde der Bahnhof Haag als Außenstelle dem Bahnbetriebswerk Mühldorf unterstellt. Am 24. Mai 1954 führte die Deutsche Bundesbahn den vereinfachten Nebenbahndienst ein. Mitte der 1950er Jahre wurden 27 der 82 Bahnübergänge aufgelassen.
Im Winter 1954/55 trat die V 361 – ehemalige Wehrmachts-Diesellokomotive Typ WR360C14 – auf den Plan, die außer im Güterverkehr auch im Reisezugverkehr eingesetzt wurde.
Fotografisch festgehalten wurde um 1960 die V 36 124, die kurz nach Verlassen des Bf Isen mit einem Personenzug in Richtung Berging bzw. Haag „Führerstand voraus“ unterwegs war. Die Lok, die mit einer recht provisorisch anmutenden (Führerstands-)Dachkanzel nachgerüstet worden war, zog einen kurzen 3-Wagenzug bestehend aus einem bayer. 2-achsigen Packwagen mit Postabteil des Typs 'PwPostL', und einem 12-m-Personenwagen CL, 2-achsig, mit je 6 breiten Seitenfenstern, Kleinabteil und Abort, sowie am Zugschluss einen kleinen 9-m-Personenwagen CL, 2-achsig, mit Abort und je 4 breiten Seitenfenstern.
Am 2. Juni 1957 erschienen im Reisezugverkehr die Triebwagen VT 70 920 und VT 70 951 der Reihe VT 70. Die VT 70 wurden ab Herbst 1959 durch von Diesellokomotiven der DB-Baureihe V 60 gezogenen Personenzüge mit ein oder zwei Wagen vom Typ VB 140 ersetzt. Da diese Lokomotiven den Oberbau zu sehr beanspruchten, traten seit dem 1. Oktober 1961 Uerdinger Schienenbusse vom Typ VT 98 an ihre Stelle, welche bis zuletzt den Personenverkehr aufrechterhielten. Die V 361 vor den Güterzügen wurden 1957 durch Dampflokomotiven der Baureihe 64 abgelöst. Diese wurden 1964 durch in Dorfen stationierte Köf III ersetzt.

### Das Ende

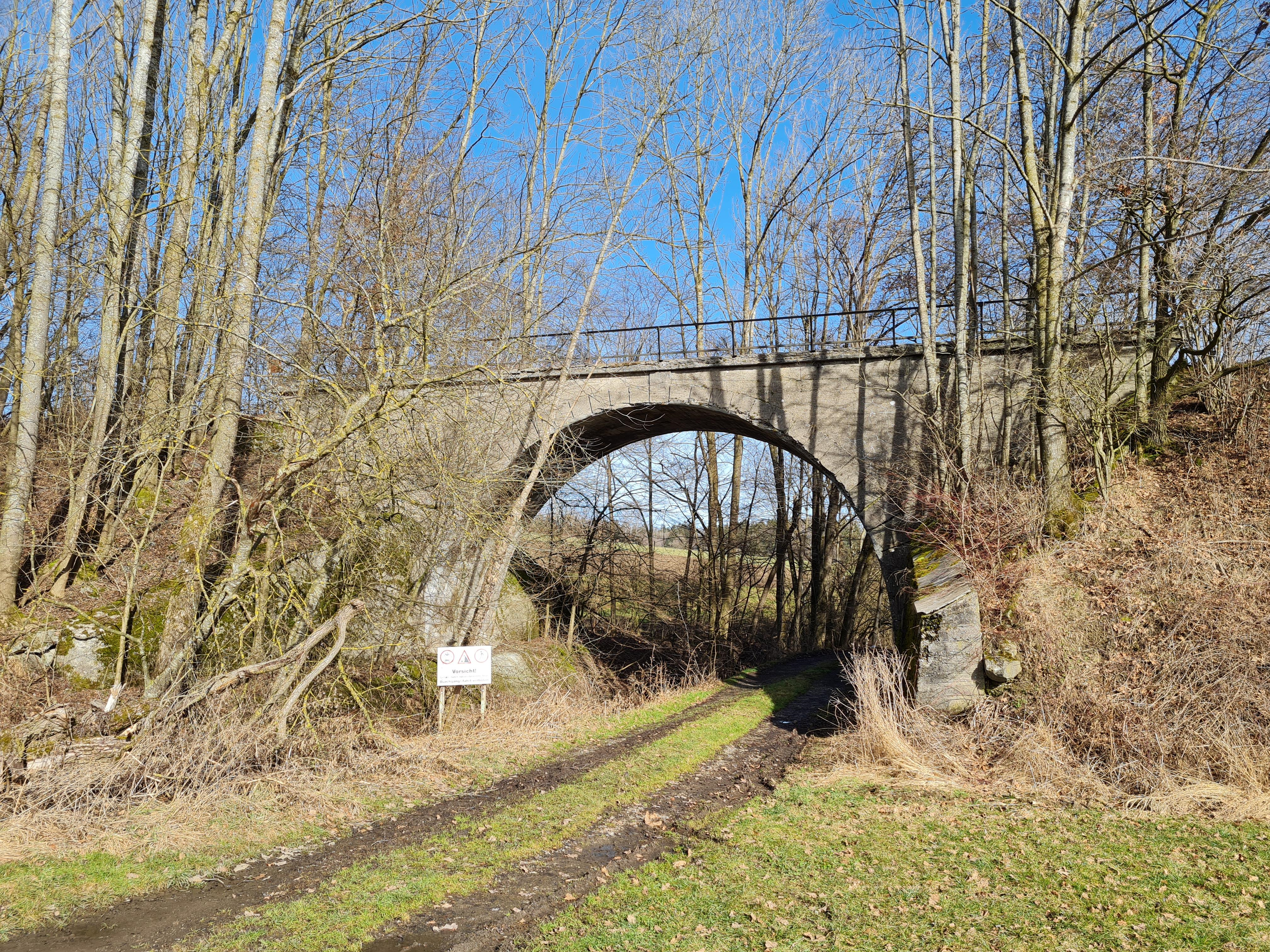
Alte Eisenbahnbrücke zwischen Isen und Berging.

Seit 1950 gingen die Gütertransportmengen drastisch zurück. Betrug die Gesamtsumme des Wagenladungsverkehrs 1948 noch 40.474 Tonnen, waren es 1955 nur noch 20.130 Tonnen.
Das Reisendenaufkommen ging von 156.247 im Jahr 1948 auf 23.219 im Jahr 1963 zurück. Montags bis freitags verkehrten fünf, samstags und sonntags vier Zugpaare. 1964 wurden die GmP abgeschafft.

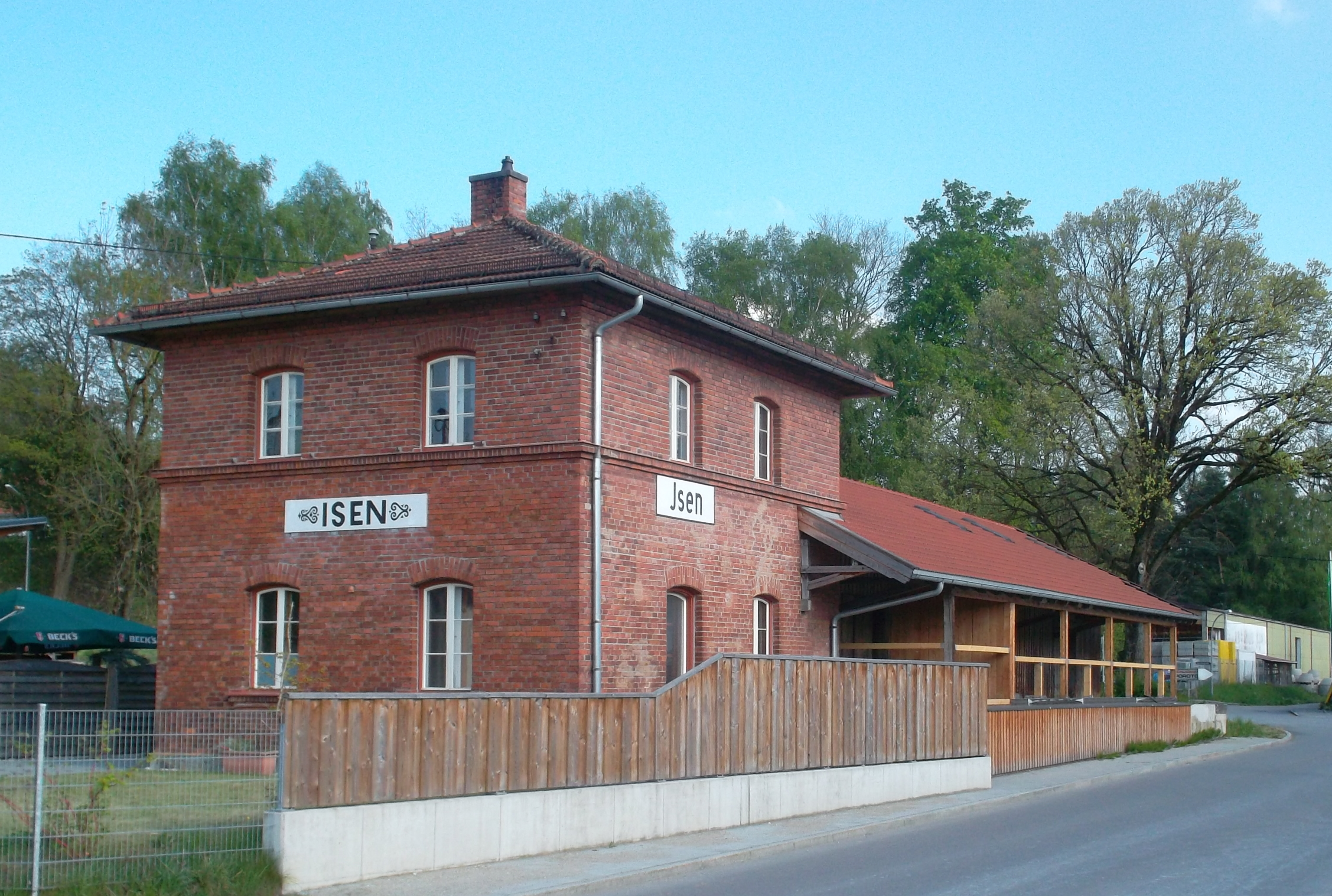
Alter Bahnhof in Isen, gleisseitige Ansicht; rechts die ehemalige Fahrtrichtung Haag i. Obb.

Am 28. September 1968 stellte die DB den Reisezugverkehr ein, am 1. Februar 1974 den Gesamtbetrieb auf dem Abschnitt Isen–Haag. Der Rückbau der stillgelegten Teilstrecke begann bereits im Februar 1974, um den Bau der Ortsumgehung Haag der Bundesstraße 12 zu ermöglichen. Die DB war mit der zuständigen Straßenbaubehörde bereits zum 31. Juli 1969 zur Übereinkunft gekommen, aus volkswirtschaftlichen Gründen auf die Errichtung eines Überführungsbauwerks über die neu zu trassierende B 12 zu verzichten. Zwischen dem ehemaligen Bahnhof Isen und dem Weiler Öd besteht ein Radweg auf der früheren Bahntrasse; 2014 und 2019 wurde in zwei Schritten auch zwischen dem südlichen Ortsende von Lengdorf und dem nördlichen Ortsrand von Isen ein Radweg auf der Bahntrasse errichtet.
Seit 28. Mai 1978 erledigten Lokomotiven der Baureihe 290 den nun ausgehend von München durchgeführten, verbleibenden Güterverkehr. Da eine Sanierung der überholungsbedürftigen Strecke nach Ansicht der Bahn zu hohe Kosten verursacht hätte, wurde zum 1. Dezember 1991 das Ende des Schienenverkehrs verfügt. Am 31. Dezember 1991 wurde die Strecke offiziell stillgelegt. Die Gleisanlagen zwischen Thann-Matzbach und Isen wurden im Sommer und Herbst 1992 abgebaut, die Trasse in den Ortslagen Lengdorf und Isen in Folge teilweise überbaut.

## Streckenverlauf
Die Strecke verließ den Bahnhof Thann-Matzbach an seinem Ostkopf in einer südlich gewandten Rechtskurve, um zunächst den Geländerücken zwischen Geislbachtal und Isental zu überwinden. Nach Abstieg ins Isental bei Lengdorf wurde diesem weiter südwärts bis Isen gefolgt, wo ins Schinderbachtal gewechselt wurde. Bei Öd gelangte die Bahnstrecke entlang des Thonbachs über den Höhenrücken nach Rain und Oberndorf um schließlich bei Winden in die weite Niederung des Rainbachs zu gelangen. Geradlinig ging es dann zum Endbahnhof Haag weiter.

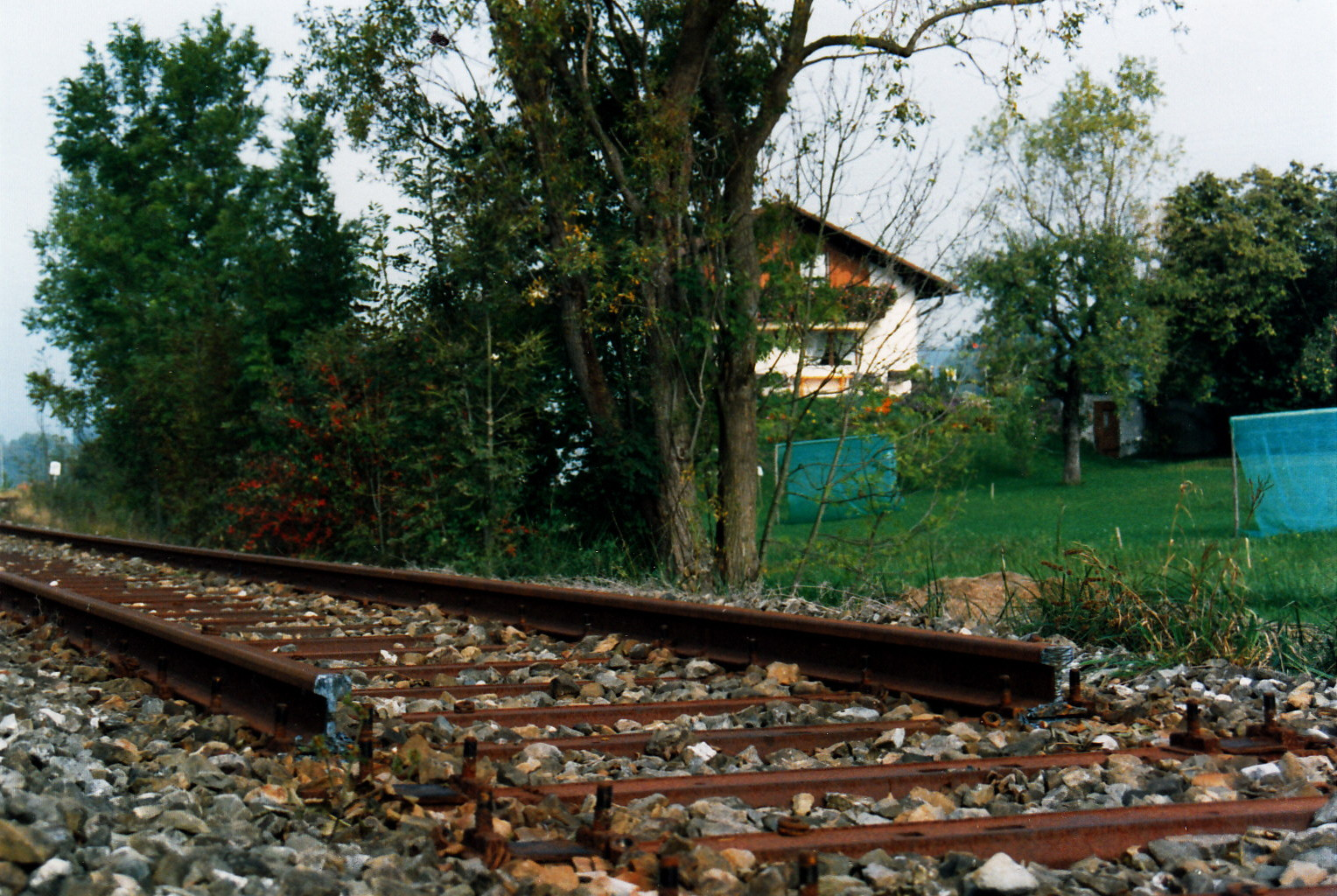
Rückbau der Bahnstrecke Thann-Matzbach–Isen–Haag 1992, hier in der Nähe von Isen